# La línia francesa
 La línia francesa  (original: The French Line) és una pel·lícula estatunidenca de Lloyd Bacon, estrenada el 1953 i doblada al català.

## Argument[2]
Mary Carson, una bonica i multimilionària noia de Texas vol resoldre el tema de saber si els seus pretendents la volen o no només pels seus diners. Li aconsellen que faci un viatge per  La línia francesa  i allà ella inventa una estratègia per provar els homes.

## Repartiment
- Jane Russell: Mary 'Mame' Carson
- Gilbert Roland: Pierre DuQuesne
- Arthur Hunnicutt: 'Waco' Mosby
- Mary McCarty: Annie Farrell
- Joyce Mackenzie: Myrtle Brown
- Rita Corday: Celeste
- Scott Elliott: Bill Harris
- Craig Stevens: Phil Barton
- Kasey Rogers: Katherine 'Katy' Hodges
- Steven Geray: François
- John Wengraf: Comandant Renard
- Michael St. Angel: George Hodges
- Barbara Darrow: Donna Adams
- Barbara Dobbins: Kitty Lee
- Kim Novak: Un model (no surt als crèdits)